# Xã Big Creek, Quận Russell, Kansas
Xã Big Creek (tiếng Anh: Big Creek Township) là một xã thuộc quận Russell, tiểu bang Kansas, Hoa Kỳ. Năm 2010, dân số của xã này là 479 người.